# Губена
Губена (пол. Gubena) — польский дворянский герб.

## Описание
В голубом поле каменная стена с тремя башнями; наверху средней рука в золотой броне, с обнаженным мечом вправо; над рукою и по сторонам её по золотой звезде.
В навершии шлема, дворянскою короною накрытого, три страусовых пера; на среднем змея головою вниз, около золотого шестика обвившаяся. Намет голубой с золотым подбоем. Герб Губена Швенцкого внесен в Часть 2 Гербовника дворянских родов Царства Польского, стр. 212.

## Герб используют
Герб вместе с потомственным дворянством ВСЕМИЛОСТИВЕЙШЕ пожалован Почетному Члену Медицинского Совета в Царстве Польском Доктору Медицины и Хирургии Фридриху Фридрихову сыну Швенцкому, на основании статьи 6-й пункта 2-го Положения о дворянстве 1836 года, грамотою ГОСУДАРЯ ИМПЕРАТОРА и ЦАРЯ НИКОЛАЯ I, 1842 года Февраля 24 (Марта 8) дня.